# Rogoznica, Lenart
Rogoznica je naselje v Občini Lenart.
Naselje je razloženo po slemenih v zahodnem delu povirja potoka Rogoznice. K njemu spadata tudi zaselka Prodni Vrh pod istoimensko vzpetino in Veliki Kot na razvodju med potokoma Rogoznico in Grajeno. Večino obdelovalne zemlje sestavljajo njive in sadovnjaki.